# 北海道道414号広尾停車場線
北海道道414号広尾停車場線（ほっかいどうどう414ごう ひろおていしゃじょうせん）は、北海道広尾郡広尾町を結ぶ一般道道である。

## 概要

### 路線データ
- 起点：北海道広尾郡広尾町丸山通北2丁目（旧国鉄 広尾線 広尾駅跡）
- 終点：北海道広尾郡広尾町丸山通南1丁目（国道336号交点）
- 総距離：0.3 km

## 歴史
- 1961年（昭和36年）3月31日 - 路線認定[1]。

## 地理

### 通過する自治体
- 十勝総合振興局
  - 広尾郡広尾町

### 主な接続道路
広尾町
- 国道336号 - 丸山通南1丁目（終点）